# Taurus Model 605
Taurus Model 605 je revolver kojeg proizvodi brazilski konglomerat Taurus a prvi put je predstavljen 1995. godine. U njegovoj proizvodnji koristi se nehrđajući čelik te bruniranje kao završni proces obrade. Primarno je namijenjen kao samoobrambeno oružje koje se temelji na svojem malom kompaktnom dizajnu.
Revolverski cilindar ima kapacitet od pet metaka te koristi streljivo kalibra .357 Magnum. Tvrtka je 1997. na nove revolvere počela uvoditi vlastiti sustav zaključavanja kao dodatnu sigurnost. Naime, kada je udarna igla spuštena, pomoću posebnog kluča se blokira njezino repetiranje.

## Vanjske poveznice
- Informacije o revolveru na službenim web stranicama proizvođača  Arhivirana inačica izvorne stranice od 20. veljače 2017. (Wayback Machine)